# تمیس
تمیس (‎/ˈθiːmɪs/‎; یونانی باستان: Θέμις، ت. «Themis») در دین و اسطوره‌شناسی یونانی تجسم عدالت، یزدانی دستورهای درست و فتوا دادن بر اساس رسم و سنت و قانون است و از نمادهای وی می‌توان به ترازوی عدالت اشاره کرد. او یکی از دوازده تیتان و از دختران اورانوس و گایا است. تمیس به معنی قانون طبیعت «Law of Nature» است و دارای توان غیبگویی بود و با وخشور و آینده‌نگری مرتبط است و گفته شده که او غیبگوی دلفی را بنا نهاده است. او دومین همسر زئوس به‌شمار می‌رفت و از او صاحب هورای و مویرای شد.
تمیس قابل قیاس با بانوی عدالت در اسطوره‌شناسی روم باستان است.

## خانواده
در تئوگونیا اثر هزیود، تمیس یکی از دوازده تایتان و فرزند گایا (زمین) و اورانوس (آسمان) است. او همسر دوم برادرزاده‌اش زئوس است که از جانب او مادر هورای (فصل‌ها)، فهرست شده به عنوان یونومیا (قانون)، دیکه (عدالت)، ایرنه (صلح) و مویرای (ایزدبانوهای سرنوشت) با نام‌های کلوتو، لاکسیس و اتروپوس است. مشابه روایت هزیود، سرودهای اورفیک برای تمیس، او را دختر گایا و اورانوس می‌نامد، و سرودهای اورفیک برای فصل‌ها، او را مادر هورای، از زئوس، معرفی می‌کند.
یولیوس هیگینوس در مجموعهٔ خود تحت عنوان فَبولای، تمیس را دختر آیتر (روشنایی) و ترا (زمین)، و از زئوس مادر هورای بر می‌شمارد. در نمایشنامهٔ تراژدی پرومته در زنجیر، که نگارش آن به‌طور سنتی به آیسخولوس نسبت داده می‌شود، تمیس مادر پرومته است، در حالی که طبق شرحی بر نمایشنامه هیپولوتس اثر اوریپید، تمیس از زئوس مادر هسپریدس است.

## اسطوره‌شناسی
تمیس معبد غیبگوی دلفی را ساخت و خودش هم پیشگو بود. طبق افسانه‌ای دیگر، تمیس توانایی پیشگویی را در دلفی از گایا دریافت کرد و بعداً آن را به فوبه داد، که او نیز آن را به عنوان هدیه تولد به نوه‌اش آپولون داد. به گفتهٔ مورخ افوروس، تمیس به آپولون کمک کرد تا پیشگو را پیدا کند، با این هدف که به بشریت کمک کند. از مثال‌هایی برای الهامات تمیس می‌توان به؛ داستان درایوپه در کتاب دگردیسی‌ها به قلم شاعر رومی اووید اشاره کرد، که تمیس به ایزدان از جنگ داخلی قریب‌الوقوع در تبای هشدار می‌دهد. در افسانه‌ای دیگری، او به زئوس و پوزئیدون هشدار می‌دهد که با ثتیس ازدواج نکنند، زیرا پسرش از پدرش قدرتمندتر خواهد شد. طبق گفته اووید، این تمیس بود نه زئوس که به دئوکالیون گفت استخوان‌های «مادرش» را روی شانه‌اش بیندازد تا پس از طوفان، نژاد جدیدی از انسان‌ها خلق شوند. همچنین طبق گفته اووید، تمیس پیشگویی کرده بود که پسر زئوس سیب‌های طلایی را از باغ میوهٔ اطلس خواهد دزدید. در ایلیاد اثر هومر، زئوس او را مأمور می‌کند تا ایزدان را به انجمن در المپ فرا بخواند.
تمیس در جزیرهٔ دلوس حضور داشت تا شاهد تولد آپولون باشد، و با شهد و آمبروزیا از او پرستاری کرد. یولیوس هیگینوس در رساله‌اش تحت عنوان دربارهٔ اخترشناسی، علاوه بر آمالتئا، تمیس را به عنوان مادرخوانده و پرستار زئوس جوان معرفی می‌کند. در قطعه‌ای از شاعر یونانی پیندار، تمیس توسط مویرای (در این نسخه به عنوان دخترانش در نظر گرفته نشدند) از چشمه‌های اوکئانوس به کوه اُلَمپ آورده شد، جایی که او همسر اول زئوس (و نه همسر دوم) و از او مادر هورای شد.
بر طبق شعر حماسی گمشده سیپریا اثر استاسینوسِ قبرسی، تمیس و زئوس با همکاری یکدیگر نقشه آغاز جنگ تروآ را کشیدند. به گفتهٔ کوئینتوس اسمیرنئوس، زمانی که ایزدان از دستورهای زئوس سرپیچی کردند و پس از خلق اسب تروآ شروع به جنگ با یکدیگر کردند، تمیس با هشدار دادن به آن‌ها در مورد خشم زئوس، آن‌ها را متوقف کرد.
در «تئوگونیا راپسادیک» یا راپسودی‌های دین اورفیسم (سدهٔ اول میلادی پیش از میلاد/پس از میلاد)، نیکس (شب) پیشگویی کرد که تمیس تا زمانی که رئا فرزندی از کرونوس به دنیا نیاورد، باکره خواهد ماند.
تمیس همچنین در بزرگ شدن اروس، ایزد جوان عشق و آمیزش جنسی، نقش داشت؛ به گفته پورفیری، مادرش آفرودیته نگران بود که پسرش، اروس، برای همیشه کودک بماند و او را نزد تمیس آورد. تمیس به او گفت که برای اروس یک برادر به دنیا بیاورد، زیرا او به دلیل تنهایی‌اش رشد نمی‌کرد. سپس آفرودیته ایزد عشق دیگری به نام آنتروس (به معنای «عشق تلافی‌جویانه» یا «ضد عشق») را به دنیا آورد و اروس هر زمان که در نزدیکی او بود، رشد می‌کرد. اما هر بار که آنتروس حضور نداشت، اروس به شکل کوچک و قبلی خود بازمی‌گشت.
زمانی که چهار مرد کرتی (آگولیوس، سلئوس، سربروس و لایوس) به غار مقدس کرت، جایی که رئا زئوس را به دنیا آورده بود، حمله کردند تا مقداری از عسل تولید شده توسط زنبورهای مقدس را بدزدند، تمیس و دخترانش، زئوس را متقاعد کردند که آن‌ها را در داخل غار مقدس نکشد، زیرا آن‌ها مردن کسی در غار را کفر تلقی می‌کردند، بنابراین در عوض، او هر چهار نفر را به پرندگان مختلفی تبدیل کرد.